# 33 Jazz Records
33 Jazz Records, aussi appelé 33 Jazz ou 33 Records, est un label indépendant britannique de jazz basé à Luton, en Angleterre et fondé en 1990 par Paul Jolly.

## Artistes
De nombreux artistes ont enregistré des disques sous ce label, notamment :
- Renato D'Aiello (en)[2] ;
- Tony Bianco ;
- Andrew Colman (en)[3] ;
- Julian Costello Quartet[4],[5] ;
- Dick Heckstall-Smith ;
- John Law (en) ;
- Tina May[6] ;
- Maciek Pysz[7] ;
- Germana Stella La Sorsa[8] ;
- Theo Travis (en).